# Aufspannwinkel

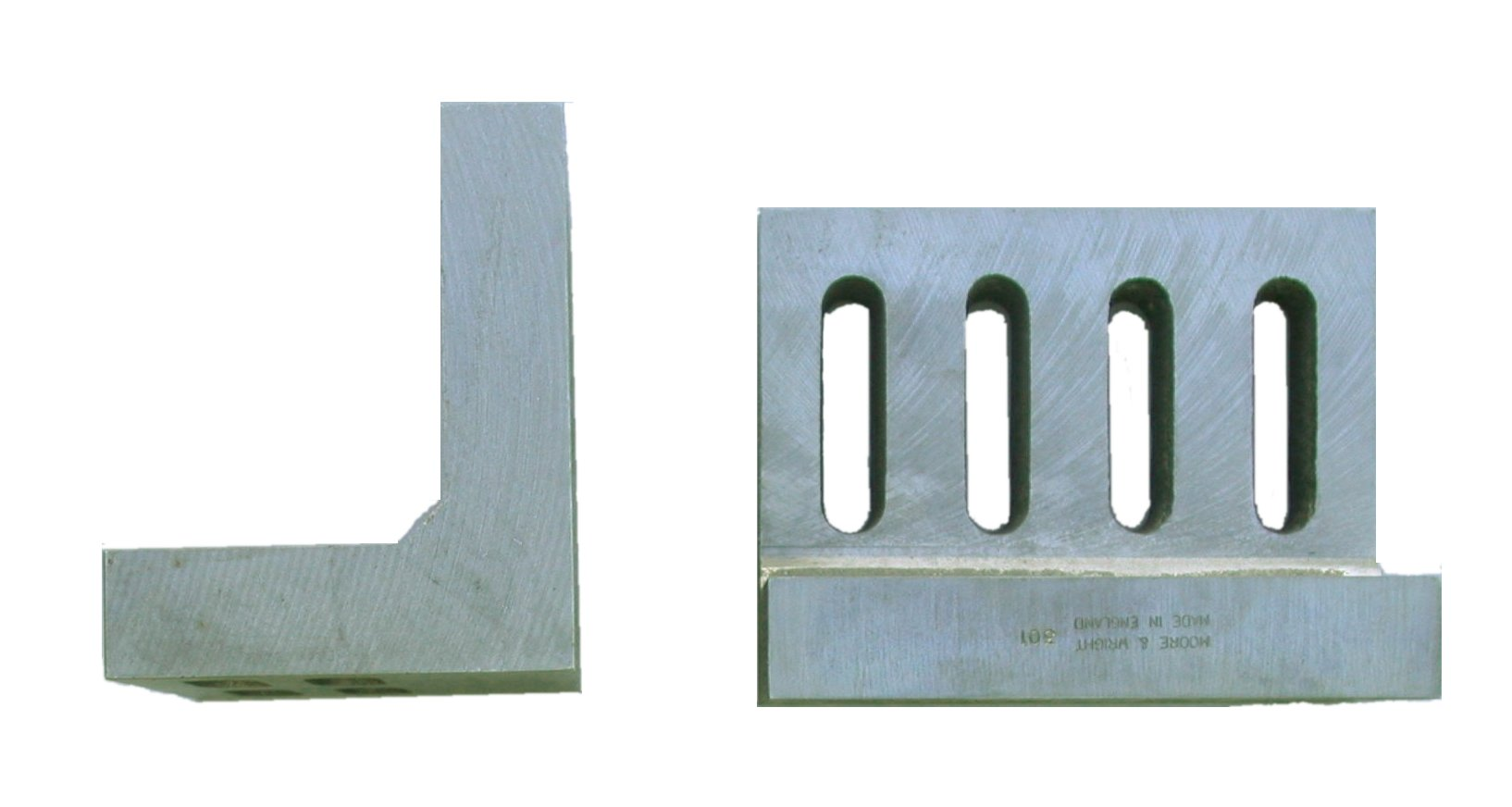
Kleiner Aufspannwinkel in Seiten- und Vorderansicht

Ein Aufspannwinkel ist ein Spannmittel das häufig in der Fertigungstechnik und deren Qualitätssicherung  eingesetzt wird. Er dient zur Fixierung eines Werkstücks in lotrechter Position zu der Grundfläche, auf der der Aufspannwinkel steht.

## Bauform
Ein Aufspannwinkel ist ein flächiger Metallwinkel mit zwei präzisen, im rechten Winkel zueinander stehenden, geschliffenen Flächen. Meist sind auch die Seiten präzise rechtwinklig geschliffen. Er besitzt in der Regel auf den beiden Hauptflächen Durchgangslöcher, Spannschlitze oder, wie ein Maschinentisch, T-Nuten zur Fixierung von Nutensteinen.

## Verwendung
Der Aufspannwinkel wird häufig bei Fräsmaschinen oder Bohrmaschinen auf einem Maschinentisch montiert, um Werkstücke einzuspannen und zugleich am Winkel lotrecht für die Bearbeitung auszurichten. Er wird ebenfalls oft bei Koordinatenmessgeräten sowie auf
Anreißtischen verwendet um ein Werkstück für die Prüfung bzw. zum Anreißen für die Arbeitsvorbereitung lotrecht auszurichten.